# تومي روني
تومي روني (بالإنجليزية: Tommy Rooney)‏ (30 ديسمبر 1984 بليفربول في المملكة المتحدة - ) هو لاعب كرة قدم بريطاني في مركز الهجوم. لعب مع ذا نيو سينتس وماكليسفيلد تاون ونادي ترانمير روفرز لكرة القدم وCammell Laird 1907 F.C. ‏ وليه جنيسيس ‏ وVauxhall Motors F.C. ‏.

## وصلات خارجية
- تومي روني على موقع قاعدة بيانات كرة القدم.إي يو (الإنجليزية)